# Selaginella remotifolia
Selaginella remotifolia är en mosslummerväxtart som beskrevs av Antoine Frédéric Spring. Selaginella remotifolia ingår i släktet mosslumrar, och familjen mosslummerväxter. Inga underarter finns listade i Catalogue of Life.